# Кумбіно
Ку́мбіно (рос. Кумбино, башк. Көмбә) — село (колишнє селище) у складі Бєлорєцького району Башкортостану, Росія. Входить до складу Інзерської сільської ради.
Населення — 49 осіб (2010; 60 в 2002).
Національний склад:
- башкири — 87%